# Игра в боулз

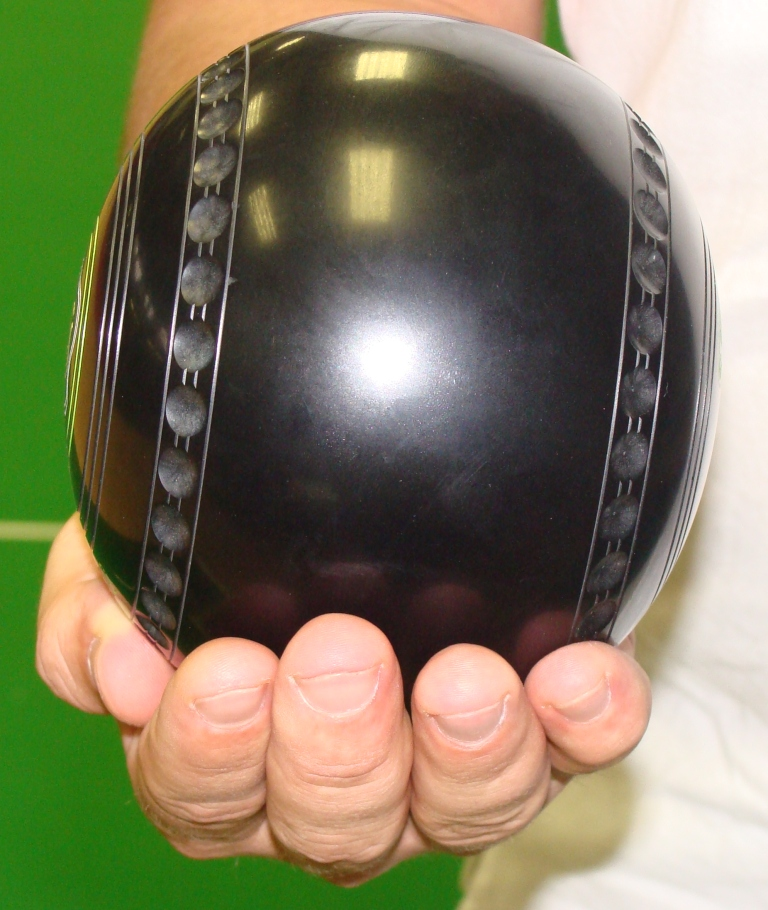
Шар для игры в боулз

Игра в боулз (англ. bowls), «игра в шары» или «шары» — традиционная английская спортивная игра, очень популярная в странах Британского содружества, главная цель в которой — подкатить асимметричные шары как можно ближе к небольшому белому шару, который называется «джек» (jack) или «китти» (kitty).
В боулз обычно участвуют две команды по одному (одиночки), по два (пары), по три (тройки) или четыре (квартет) человека. Одиночки и пары обычно играют с четырьмя (реже двумя) шарами, тройки — обычно с тремя, а четвёрки всегда играют с двумя шарами.
Шары называются — «вудс» (woods) или деревянные шары, так как в прошлом они изготавливались из твёрдых пород древесины (дуб, осина). Но в наши дни часто используется твёрдый каучук или многослойный синтетический материал. Каждый «вудс» изготовлен таким образом, что одна из его сторон является более скошенной, чем другая — это обусловливает смещение центра тяжести шара. При правильном броске смещённый центр тяжести заставляет шар катиться по слегка изогнутой траектории, что усложняет процесс игры.

## История

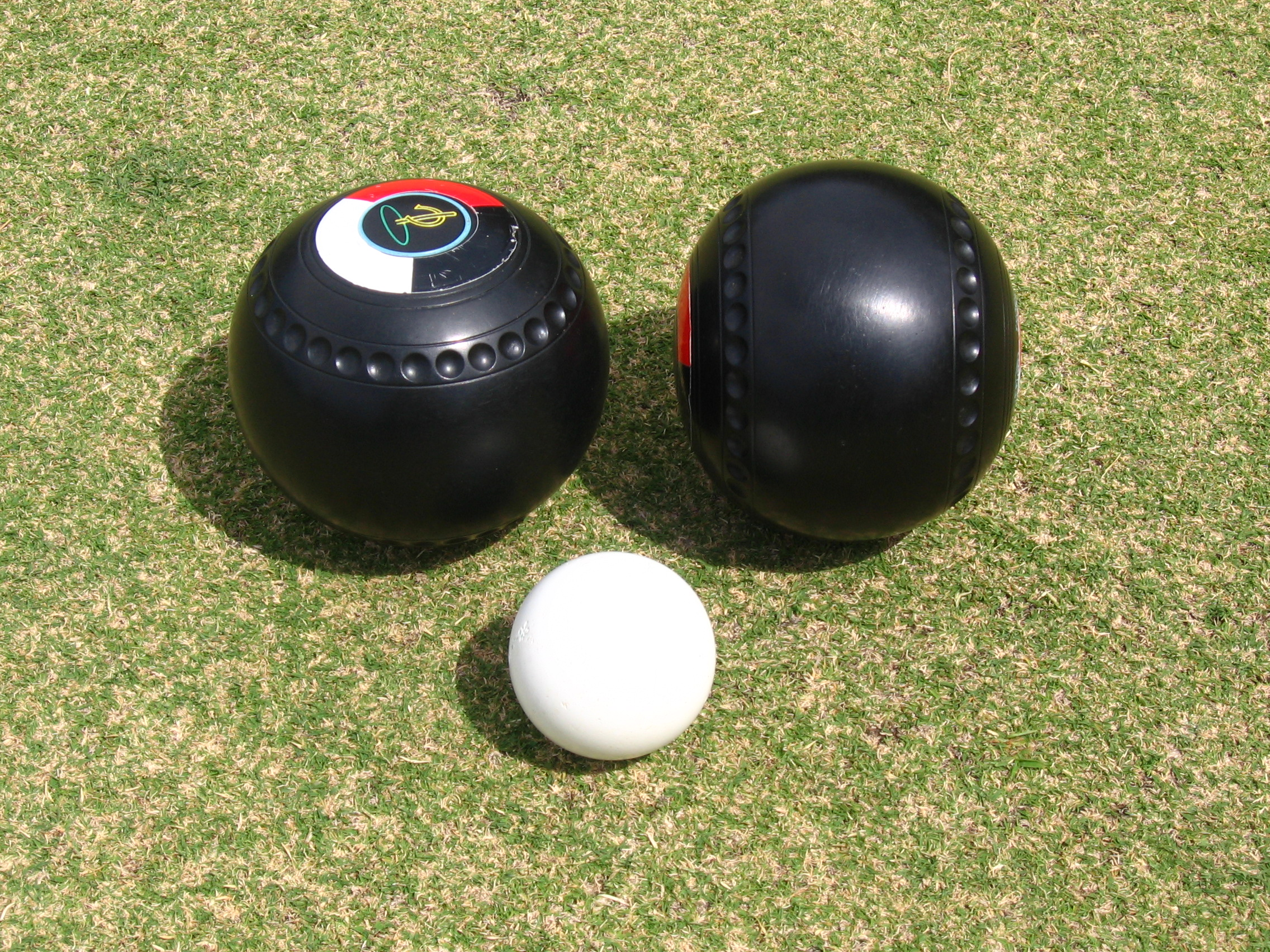
Два «вудса» и «китти»

Историки полагают, что игра в шары возникла еще в Древнем Египте. Египтяне играли в эту игру при помощи маленьких камешков. Данный факт был установлен благодаря найденным артефактам при раскопках захоронений, относящихся ориентировочно к 5 веку до нашей эры. Данный вид спорта стал популярен во всём мире и принял множество разнообразных форм, таких как: Bocce («бочче», Италия), Bolla («бола», Саксония), Bolle («боле», Дания), Boules («буль», Франция) и Ula Miaka («ула миака», Полинезия).
Самый старый корт, на котором до сих пор проводят игры в шары, находится в городе Саутгемптон, Англия. Данный корт согласно историческим записям используется для игр с 1299 года нашей эры.
Как и многие другие виды спорта, игра в шары распространилась в Британские колониальные страны в 1600-х годах. Первая игра в шары на траве в Северной Америке была проведена в начале 17-го века в США. Исторические записи свидетельствуют о том, что президент Джордж Вашингтон также играл в шары в своём поместье. В Канаде данный вид спорта впервые был представлен в 1730 году, когда была сыграна первая партия в шары в городе Порт Рояль (Новая Шотландия). В Австралии первая игра была проведена в городе Сэнди Бич (Тасмания) в 1844 году. В Новой Зеландии эта игра была представлена 30 лет спустя. В 1903 году была создана Британская ассоциация кеглей. Всемирный комитет игры в шары несёт ответственность за стандартизацию правил игры во всём мире, и его основной задачей является популяризация игры на всём земном шаре.
В силу того, что для победы в соревнованиях не требуется особой физической подготовки, игру в шары особенно предпочитают люди преклонного возраста, однако в рядах игроков есть немало молодёжи.

## Лоун боулз — игра в шары на траве
Лоун боулз (англ. lawn bowls) обычно проводится на газоне с длиной 30,18—40,23 м (33-44 ярда).

## Индор боулз — игра в шары в закрытом помещении
Индор боулз (англ. indoor bowls) является аналогом игры на траве лишь с тем различием, что в помещении вместо газонов используются дорожки с искусственным покрытием, равные по длине используемым в играх на газонах.

## Шот мэт боулз — игра в шары на коротких дорожках
Шот мэт боулз (англ. short mat bowls) проводится на дорожках размера 12,2-13,75 м на 1,83-1,9 м (40-45 на 6 футов) при использовании стандартных шаров.
По центру игрового поля находится специальный блок, разделяющий поле на две части: он не даёт игроку возможности сделать прямой бросок на «джек». Игрокам при броске необходимо учитывать смещённый центр тяжести шара таким образом, чтобы при движении он огибал центровой блок и попадал в цель.